# Robert Robinson
Robert Robinson (Rufford (Derbyshire), 13 september 1886 – Great Missenden (Buckinghamshire), 8 februari 1975) was een Brits scheikundige. Hij kreeg in 1947 de Nobelprijs voor de Scheikunde voor zijn onderzoek naar plantaardige kleurstoffen (anthocyanen) en alkaloïden.

## Biografie
Robinson werd geboren in Rufford, nabij Chesterfield, als zoon van William Bradbury en Jane (Davenport) Robinson. Het grote gezin telde acht halfbroers en -zussen uit een eerder huwelijk van zijn vader, alsook vier jonge kinderen uit dit huwelijk. Op driejarige leeftijd verhuisde het gezin naar New Brampton. Hij genoot zijn onderwijs aan de Chesterfield Gymnasium, de private Fulneck School en aan de Universiteit van Manchester. In 1906 behaalde hij er zijn bachelordiploma en in 1910 zijn Doctor of Science (D.Sc.).
In 1912 werd hij benoemd als de eerste hoogleraar in de zuivere en toegepaste chemie aan de Universiteit van Sydney. Drie jaar later keerde hij terug naar Groot-Brittannië waar hij de leerstoel organische scheikunde aannam aan de Universiteit van Liverpool, tot 1920 toen hij de positie accepteerde als onderzoeksdirecteur bij de British Dyestuffs Corporation. Een jaar later werd hij hoogleraar aan Saint Andrews en in 1921 aan de Universiteit van Manchester, tot 1928 toen hij een vergelijkbare positie accepteerde aan de Universiteit van Londen. Later was hij van 1930 tot 1954 Waynflete Professor of Chemistry aan de Universiteit van Oxford.
In 1912 huwde hij Gertrude Maud Walsh, een medestudente aan de Manchester-universiteit. Ze werkten later samen in verscheidene gebieden van scheikundig onderzoek. Maud overleed in 1954, ze hadden een zoon en een dochter. In 1957 hertrouwde hij met Stearn Sylvia Hillstrom (geboortenaam Hershey) uit New York.

## Onderzoek
Zijn talrijke onderzoekingen betroffen vooral de structuur en de synthese van alkaloïden en sterolen. Een van zijn eerste successen in de totaalsynthese was de synthese van tropinon, een voorloper van cocaïne, in 1917. Dit was niet alleen een grote stap in de alkaloïde chemie maar toonde ook aan dat met tandemreacties in een eenpotssynthese in staat zijn in de vorming van bicyclice moleculen.
In 1935 publiceerde hij een verslag van de Robinson-annulatie, die naar hem genoemd is. Hij hielp de moleculaire structuur van stoffen als strychnine, nicotine en morfine te verhelderen en droeg bij aan de ontwikkeling van antimalariamedicijnen. In 1942 kreeg hij de Copley Medal. In 1951 bereidde hij (onafhankelijk van Robert Burns Woodward) voor het eerst door totaalsynthese cholesterol.
Daarnaast is Robinson, samen met James Wilkins Amit, de bedenker van het symbool voor benzeen bestaande uit een zeshoek met daarin een cirkel die de aromaticiteit van benzeen aangeeft.

## Werken
- Structural relations of natural products (1955)
- Memoirs of a minor prophet. Seventy years of organic chemistry (1976)